# Jens Bilgrav-Nielsen
 Der er flere personer med dette navn, se Jens Nielsen.
Jens Bilgrav-Nielsen (født 14. maj 1936) er en dansk politiker (Radikale Venstre) og minister.
- Energiminister i Regeringen Poul Schlüter III fra 3. juni 1988 til 18. december 1990
- Tidligere bestyrelsesformand for TV2
- Formand for Radikale Venstres Folketingsgruppe fra 1993 til 1994.

## Ekstern henvisning
Danmark.dk om Jens Bilgrav-Nielsen (Webside ikke længere tilgængelig)